# Phalacrotophora marginata
Phalacrotophora marginata är en tvåvingeart som först beskrevs av Enrico Adelelmo Brunetti 1912.  Phalacrotophora marginata ingår i släktet Phalacrotophora och familjen puckelflugor. Inga underarter finns listade i Catalogue of Life.